# جان دیکسون
جان دیکسون (انگلیسی: John Dickson؛ زادهٔ ۱۹۶۷ (۵۷–۵۸ سال)) استاد در زمینه یهودیت و مسیحیت اولیه، مؤلف، اهل استرالیا است.